# Apollo Theatre
Das Apollo Theatre in London eröffnete im Februar 1901 in der Nähe des Piccadilly Circus im Theaterviertel West End in der City of Westminster. Es bietet 775 Zuschauern auf vier Ebenen Platz. Bekannte Schauspieler wie Peter O’Toole und Vanessa Redgrave traten hier schon auf. Das Theater ist als Grade-II-Bauwerk gelistet.

## Baugeschichte
Das Gebäude wurde vom Architekten Lewin Sharp für den ersten Eigentümer, Henry Lowenfeld, errichtet.

## Unglück im Dezember 2013
Am 19. Dezember 2013 stürzte während einer mit mehr als 700 Besuchern besetzten Aufführung des Stückes The Curious Incident of the Dog in the Night-Time von Simon Stephens nach dem Roman von Mark Haddon ein Teil einer Stuckdecke ein und verletzte ca. 80 Personen, davon 7 schwer.